# 氏家照彦
氏家 照彦（うじいえ てるひこ、1946年〈昭和21年〉8月29日 - ）は、日本の銀行家。七十七銀行相談役。慶應義塾大学仙台三田会副会長。七十七銀行頭取・会長を務めた4代目氏家清吉の孫。七十七銀行頭取・会長を務めた氏家榮一の長男。

## 来歴・人物
氏家榮一の長男として宮城県に生まれる。慶應義塾大学経済学部を卒業後、日本興業銀行に入行。関連事業部参事役等を歴任する。
1993年に七十七銀行へ入行。以降、専務、副頭取等を歴任。2010年には頭取に昇格。2018年会長に退き、2025年相談役。

## 略歴
- 1969年（昭和44年） - 慶應義塾大学経済学部卒業後、日本興業銀行入行。関連事業部参事役等を歴任する[2]。
- 1993年（平成5年） - 七十七銀行入行、取締役営業開発部長委嘱[2]。
- 1995年（平成7年） - 取締役営業推進部長委嘱[2]。
- 1997年（平成9年） - 取締役本店営業部長委嘱[2]。
- 1998年（平成10年） - 常務取締役本店営業部長委嘱[2]。
- 1999年（平成11年） - 常務取締役調査部長委嘱[2]。
- 2002年（平成14年） - 専務取締役[2]。
- 2005年（平成17年） - 代表取締役副頭取[2]。
- 2010年（平成22年） - 代表取締役頭取[2]。
- 2018年（平成30年）- 代表取締役会長[2]。
- 2025年（令和7年） - 相談役[5]。

## 家族・親族
氏家家
- 祖父・清吉[6]（1892年 - 1956年、宮城県角田町出身、宮城県多額納税者[7]、政治家・貴族院議員、銀行家・七十七銀行頭取[8]）
- 祖母・愛子（1893年 - ?、宮城、岡昱太郎の長女）[6][8]
- 父・榮一（1915年 - 2002年、銀行家・七十七銀行頭取[6][8]）
- 母・茂子[6][8]（1918年 - 2010年[9]、東京、吉田善吾〈海軍大将〉の三女[9]）
- 姉[6]
- 妻・薫（藤崎社長・六代目藤崎三郎助の長女）[6]
- 子[6]
- 叔父・卓也（1917年 - 2008年、ダイヤモンドリース社長）[6][8]
- 叔母（1922年 - ?、東京、石川一郎〈経団連会長〉の長男である石川馨〈東京大学名誉教授〉の妻）[6][8]

親戚
- 石川一郎（経団連会長）[6]
- 石川馨（工学博士、東京大学名誉教授） - 叔母の夫[6]
- 佐々木直（日本銀行総裁） - 姉の夫の父[6]
- 佐々木元（日本電気会長） - 姉の夫[6]
- 六代目藤崎三郎助（藤崎社長） - 岳父（妻の父）[6]
- 七代目藤崎三郎助（藤崎社長） - 義弟（妻の弟）[6][10]
- 内ヶ崎贇五郎 - 妻の祖父の弟
- 吉田善吾（海軍大臣、海軍大将） - 母方の祖父[6]